# Моро, Фабио
Фабио Моро (итал. Fabio Moro; 13 июля 1975, Бассано-дель-Граппа) — итальянский футболист, защитник. Наиболее известен по выступлениям за «Кьево Верону».

## Карьера
Защитник начал свою спортивную карьеру в молодёжном «Милане», но за первую команду клуба никогда не играл. Профессиональная карьера футболиста началась с выступления за «Равенну» в сезоне 1994/95 в Серии C1, за которую он провёл 25 матчей, забив в них единожды. В следующем сезоне футболист уже играл за «Торино» — клуб, выступавший тогда в Серии В, за который он провёл 8 матчей.
В сезоне 1996/97 футболист провёл 22 матча за «Салернитану» из Серии B, а в октябре 1997 года был приобретен клубом «Монца», за которую Моро играл на протяжении двух сезонов (1997/98 и 1998/99), проведя в общей сложности за клуб 52 матча.
В апреле 1999 года игроком интересовались клубы высшего итальянского дивизиона, а «Монца» выразила готовность передать игрока в совместное владение, но в мае того же года Моро травмировал колено, из-за чего планируемая сделка сорвалась, и игрок был продан в «Парму», за которую так и не провёл ни одной игры.
В феврале 2000 года игрок переходит «Кьево» по совместному владению. В первом сезоне из-за травмы футболист провёл за клуб лишь восемь матчей.
В следующем сезоне футболист внёс большой вклад в продвижение клуба в Серию A. В сезоне 2001/02, дебютном для «Кьево», к середине чемпионата клуб занимал первое место, однако удержать темп, взятый на старте, футболистам «Кьево» не удалось и клуб закончил сезон на пятом месте; этот дебютный для «Кьево» сезон получил название «чуда Кьево».
В общей сложности Моро провёл за "Кьево "более 200 матчей в Серии A и ещё 39 в кадетском чемпионате. Первый гол в высшем дивизионе Моро забил в ворота «Милана» в сезоне 2001/02; матч, проводившийся на стадионе Антонио Бентегоди, завершился вничью 1:1.
Последний матч за клуб игрок провёл в мае 2010 года с капитанской повязкой против «Ромы».

## Достижения
- Серия B (2)

- Кьево: 2007/08